# Пио-Ульский, Антоний Георгиевич
Анто́ний Гео́ргиевич Пио-Ульский (16 мая 1894 — 20 февраля 1956) — участник Белого движения на Юге России, полковник Корниловской артиллерийской бригады.

## Биография
Из старинного дворянского рода. Родился в Ораниенбауме. Сын профессора Санкт-Петербургского политехнического института, генерал-майора Георгия Николаевича Пио-Ульского и жены его Наталии Антоновны Юноша-Шанявской.
В 1913 году окончил 1-й кадетский корпус и поступил в Константиновское артиллерийское училище, по окончании ускоренного курса которого 1 декабря 1914 года произведен был в подпоручики с зачислением по полевой легкой артиллерии. Затем был переведен в 18-ю артиллерийскую бригаду, с которой и участвовал в Первой мировой войне. Произведен в поручики 12 октября 1916 года, в штабс-капитаны — 26 сентября 1917 года. Был командиром 5-й батареи 18-й артиллерийской бригады.
В ноябре 1917 года вступил в Добровольческую армию. В составе 3-й отдельной батареи участвовал в 1-м Кубанском походе. В ноябре 1919 года — командир 1-й батареи Корниловской артиллерийской бригады, подполковник. До эвакуации Крыма служил в той же бригаде в составе Русской армии барона Врангеля. В 1920 году был произведен в полковники, 31 октября 1921 года награждён орденом Святителя Николая Чудотворца. Галлиполиец. В 1921 году — в 1-й батарее Корниловского артиллерийского дивизиона, осенью 1925 года — в составе того же дивизиона в Югославии. Возглавлял группу Общества Галлиполийцев и Корниловской артиллерийской бригады в Белграде, состоял членом Общества офицеров-артиллеристов.
Во время Второй мировой войны служил в Русском корпусе: в 1944 году — фельдфебель в 3-м батальоне 2-го полка, в 1945 году — в офицерской школе РОА. После войны находился в лагере для перемещенных лиц Келлерберг, откуда в 1951 году переехал в США. Умер в 1956 году в Нью-Йорке. Похоронен на кладбище в Ново-Дивееве.
Был женат на Александре Николаевне Есеновской (1899—1995), бывшей сестре милосердия 3-го Корниловского полка. Их сын Константин (род. 1935), инженер-механик, живет в США, последний представитель рода Пио-Ульских. По его воспоминаниям, в лагере Келлерберг отец женился вторым браком на Вере Дмитриевне Красновой, супруге Н. Н. Краснова, чтобы она также смогла выехать в Америку.